# 2 septembre 1963
Le lundi 2 septembre 1963 est le 245e jour de l'année 1963.

## Naissances
- Amer Mounib (mort le 26 novembre 2011), acteur égyptien
- Ersel, auteur de bande dessinée belge
- Gerard Gallant, joueur et entraîneur de hockey sur glace canadien
- Juan Carlos Ablanedo, footballeur espagnol
- Miguel Segura, joueur de football costaricain
- Pietrangelo Buttafuoco, journaliste et écrivain italien
- Robbie Buhl, pilote automobile américain
- Sam Mitchell, joueur de basket-ball américain
- Sergio Luzzatto, historien italien
- Stanislav Tchertchessov, footballeur ossète de citoyenneté russe

## Décès
- Édouard Peisson (né le 7 mars 1896), écrivain français
- Fazlollah Zahedi (né en 1897), général et homme politique iranien